# Zdeňka Vávrová
| 2315 Czechoslovakia   | 19 febbraio 1980  |
| 2321 Lužnice          | 19 febbraio 1980  |
| 2365 Interkosmos      | 30 dicembre 1980  |
| 2390 Nežárka          | 14 agosto 1980    |
| 2442 Corbett          | 3 ottobre 1980    |
| 2474 Ruby             | 14 agosto 1979    |
| 2522 Triglav          | 6 agosto 1980     |
| 2523 Ryba             | 6 agosto 1980     |
| 2524 Budovicium       | 28 agosto 1981    |
| 2544 Gubarev          | 6 agosto 1980     |
| 2568 Maksutov         | 13 aprile 1980    |
| 2581 Radegast         | 11 novembre 1980  |
| 2599 Veselí           | 29 settembre 1980 |
| 2620 Santana          | 3 ottobre 1980    |
| 2647 Sova             | 29 settembre 1980 |
| 2661 Bydžovský        | 23 marzo 1982     |
| 2706 Borovský         | 11 novembre 1980  |
| 2766 Leeuwenhoek      | 23 marzo 1982     |
| 2781 Kleczek          | 19 agosto 1982    |
| 2821 Slávka           | 24 settembre 1978 |
| 3022 Dobermann        | 16 settembre 1980 |
| 3069 Heyrovský        | 16 ottobre 1982   |
| 3096 Bezruč           | 28 agosto 1981    |
| 3149 Okudzhava        | 22 settembre 1981 |
| 3479 Malaparte        | 3 ottobre 1980    |
| 3515 Jindra           | 16 ottobre 1982   |
| 3592 Nedbal           | 15 febbraio 1980  |
| 3628 Božněmcová       | 25 novembre 1979  |
| 3732 Vávra            | 27 settembre 1984 |
| 3735 Třeboň           | 4 dicembre 1983   |
| 3879 Machar           | 16 agosto 1983    |
| 3978 Klepešta         | 7 novembre 1983   |
| 4114 Jasnorzewska     | 19 agosto 1982    |
| 4124 Herriot          | 29 settembre 1986 |
| 4142 Dersu-Uzala      | 28 maggio 1981    |
| 4170 Semmelweis       | 6 agosto 1980     |
| 4250 Perun            | 20 ottobre 1984   |
| 4317 Garibaldi        | 19 febbraio 1980  |
| 4318 Baťa             | 21 febbraio 1980  |
| 4781 Sládkovič        | 3 ottobre 1980    |
| 4921 Volonté          | 29 settembre 1980 |
| 4927 O'Connell        | 21 ottobre 1982   |
| 5031 Švejcar          | 16 marzo 1990     |
| 5203 Pavarotti        | 27 settembre 1984 |
| 5228 Máca             | 3 novembre 1986   |
| 5275 Zdislava         | 28 ottobre 1986   |
| 5327 Gertwilkens      | 5 marzo 1989      |
| 5364 Christophschäfer | 2 settembre 1980  |
| 5423 Horahořejš       | 16 febbraio 1983  |
| 5514 Karelraška       | 29 gennaio 1989   |
| 5548 Thosharriot      | 3 ottobre 1980    |
| 5574 Seagrave         | 20 marzo 1984     |
| 5844 Chlupáč          | 28 ottobre 1986   |
| 5860 Deankoontz       | 28 agosto 1981    |
| 5893 Coltrane         | 15 marzo 1982     |
| 5895 Žbirka           | 16 ottobre 1982   |
| 6059 Diefenbach       | 11 ottobre 1979   |
| 6067 Donutil          | 28 agosto 1990    |
| 6077 Messner          | 3 ottobre 1980    |
| 6086 Vrchlický        | 15 novembre 1987  |
| 6126 Hubelmatt        | 5 marzo 1989      |
| 6176 Horrigan         | 16 gennaio 1985   |
| 6230 Fram             | 27 settembre 1984 |
| 6234 Sheilawolfman    | 30 settembre 1986 |
| 6248 Bardon           | 17 gennaio 1991   |
| 6263 Druckmüller      | 6 agosto 1980     |
| 6301 Bohumilruprecht  | 29 gennaio 1989   |
| 6539 Nohavica         | 19 agosto 1982    |
| 6544 Stevendick       | 29 settembre 1986 |
| 6692 Antonínholý      | 18 aprile 1985    |
| 6697 Celentano        | 24 aprile 1987    |
| 6700 Kubišová         | 12 gennaio 1988   |
| 6822 Horálek          | 28 ottobre 1986   |
| 7076 Divnýjanko       | 30 ottobre 1980   |
| 7175 Janegoodall      | 11 ottobre 1988   |
| 7221 Sallaba          | 22 settembre 1981 |
| 7272 Darbydyar        | 21 febbraio 1980  |
| 7984 Marius           | 29 settembre 1980 |
| 8617 Fellous          | 6 agosto 1980     |
| 9841 Mašek            | 18 ottobre 1988   |
| 10040 Ghillar         | 24 agosto 1984    |
| 11475 Velinský        | 11 novembre 1982  |

Zdeňka Vávrová (1945) è un'astronoma ceca.
Il Minor Planet Center le accredita le scoperte di centoquindici asteroidi, effettuate tra il 1978 e il 1991.
Ha inoltre coscoperto la cometa periodica 134P/Kowal-Vávrová: il corpo, identificato nelle prime osservazioni di Vávrová come un asteroide, ricevette dapprima la designazione provvisoria 1983 JG, successivamente dalle immagini di Charles Thomas Kowal fu possibile individuarne la coda.
Le è stato dedicato l'asteroide 3364 Zdenka.